# Kjell Risvik
Kjell Risvik (n. 29 iunie 1941 – d. 28 martie 2021) a fost un traducător de literatură în limba norvegiană. A realizat prima traducere literară în 1967, devenind în timp unul dintre cei mai productivi traducători norvegieni, împreună cu soția sa, Kari Risvik. A locuit până în 1985 în localitatea Langlim. A tradus din spaniolă, portugheză, catalană, italiană, franceză, germană, engleză și ebraică, precum și din alte 6 limbi. El a editat antologia de nuvele Latin-Amerika forteller (1980) pentru Den norske Bokklubben (Clubul Norvegian de Carte).
I s-a acordat începând din 1990 o rentă guvernamentală „pe viață”, la propunerea Ministerului Culturii.

## Premii
- Premiul pentru traducere al revistei Ordet (publicată de Riksmålsforbundet) pentru Un veac de singurătate de Gabriel Garcia Marquez
- Premiul Bastian (1975) pentru Pantaleón și vizitatoarele de Mario Vargas Llosa
- Premiul pentru traducere al Riksmålsforbundet (1982) pentru Adam gjenoppstår de Yoram Kaniuk
- Premiul pentru traducere al Ministerului Culturii (1986) pentru På slakk line de  Ligia Bojunga Nuñes
- Soții Risivik au obținut Premiul literar onorific Brage în 2006.[5]

## Legături externe
- Universitas.no Interviu cu Kari și Kjell Risvik, 2001.